# Copa de Irlanda de waterpolo femenino
La Copa de Irlanda de waterpolo femenino es la segunda competición más importante de waterpolo femenino entre clubes irlandeses.

## Historial
Estos son los ganadores desde 1987 (palmarés incompleto):
- 1987: Half Moon Dublín
- 1988: Half Moon Dublín
- 1994: Half Moon Dublín
- 1995: Half Moon Dublín
- 2002: Cathal Brugha Belfast
- 2003: Cathal Brugha Belfast
- 2005: Half Moon Dublín
- 2006: Half Moon Dublín
- 2007: Half Moon Dublín
- 2008: Half Moon Dublín
- 2009: St Vincent's Dublín[1]
- 2011: Half Moon Dublín

El Half Moon de Dublín ha logrado 9 títulos de la Copa Irlandesa.